# Dipartimento di Paraguarí
Il Paraguarí è il nono dipartimento del Paraguay. Il capoluogo è la città di Paraguarí.

## Divisione politica
Il dipartimento è diviso in 17 distretti:
| Distretto                        | km²   | Abitanti (2002) | La Colmena Sapucai General Bernardino Caballero Ybytymí Tebicuarymí Quiindy Acahay Caapucú Carapeguá San Roque González de Santa Cruz Quyquyhó Mbuyapey Ybycuí Yaguarón Paraguarí Escobar Pirayú |
| -------------------------------- | ----- | --------------- | --- |
| Acahay                           | 322   | 14.863          | La Colmena Sapucai General Bernardino Caballero Ybytymí Tebicuarymí Quiindy Acahay Caapucú Carapeguá San Roque González de Santa Cruz Quyquyhó Mbuyapey Ybycuí Yaguarón Paraguarí Escobar Pirayú |
| Caapucú                          | 2.455 | 7.249           | La Colmena Sapucai General Bernardino Caballero Ybytymí Tebicuarymí Quiindy Acahay Caapucú Carapeguá San Roque González de Santa Cruz Quyquyhó Mbuyapey Ybycuí Yaguarón Paraguarí Escobar Pirayú |
| Carapeguá                        | 462   | 30.758          | La Colmena Sapucai General Bernardino Caballero Ybytymí Tebicuarymí Quiindy Acahay Caapucú Carapeguá San Roque González de Santa Cruz Quyquyhó Mbuyapey Ybycuí Yaguarón Paraguarí Escobar Pirayú |
| Escobar                          | 278   | 7.935           | La Colmena Sapucai General Bernardino Caballero Ybytymí Tebicuarymí Quiindy Acahay Caapucú Carapeguá San Roque González de Santa Cruz Quyquyhó Mbuyapey Ybycuí Yaguarón Paraguarí Escobar Pirayú |
| General Bernardino Caballero     | 245   | 6.449           | La Colmena Sapucai General Bernardino Caballero Ybytymí Tebicuarymí Quiindy Acahay Caapucú Carapeguá San Roque González de Santa Cruz Quyquyhó Mbuyapey Ybycuí Yaguarón Paraguarí Escobar Pirayú |
| La Colmena                       | 99    | 5.234           | La Colmena Sapucai General Bernardino Caballero Ybytymí Tebicuarymí Quiindy Acahay Caapucú Carapeguá San Roque González de Santa Cruz Quyquyhó Mbuyapey Ybycuí Yaguarón Paraguarí Escobar Pirayú |
| Mbuyapey                         | 898   | 13.035          | La Colmena Sapucai General Bernardino Caballero Ybytymí Tebicuarymí Quiindy Acahay Caapucú Carapeguá San Roque González de Santa Cruz Quyquyhó Mbuyapey Ybycuí Yaguarón Paraguarí Escobar Pirayú |
| Paraguarí                        | 462   | 22.154          | La Colmena Sapucai General Bernardino Caballero Ybytymí Tebicuarymí Quiindy Acahay Caapucú Carapeguá San Roque González de Santa Cruz Quyquyhó Mbuyapey Ybycuí Yaguarón Paraguarí Escobar Pirayú |
| Pirayú                           | 174   | 15.003          | La Colmena Sapucai General Bernardino Caballero Ybytymí Tebicuarymí Quiindy Acahay Caapucú Carapeguá San Roque González de Santa Cruz Quyquyhó Mbuyapey Ybycuí Yaguarón Paraguarí Escobar Pirayú |
| Quiindy                          | 669   | 18.431          | La Colmena Sapucai General Bernardino Caballero Ybytymí Tebicuarymí Quiindy Acahay Caapucú Carapeguá San Roque González de Santa Cruz Quyquyhó Mbuyapey Ybycuí Yaguarón Paraguarí Escobar Pirayú |
| Quyquyhó                         | 582   | 6.865           | La Colmena Sapucai General Bernardino Caballero Ybytymí Tebicuarymí Quiindy Acahay Caapucú Carapeguá San Roque González de Santa Cruz Quyquyhó Mbuyapey Ybycuí Yaguarón Paraguarí Escobar Pirayú |
| San Roque González de Santa Cruz | 239   | 10.641          | La Colmena Sapucai General Bernardino Caballero Ybytymí Tebicuarymí Quiindy Acahay Caapucú Carapeguá San Roque González de Santa Cruz Quyquyhó Mbuyapey Ybycuí Yaguarón Paraguarí Escobar Pirayú |
| Sapucai                          | 209   | 6.010           | La Colmena Sapucai General Bernardino Caballero Ybytymí Tebicuarymí Quiindy Acahay Caapucú Carapeguá San Roque González de Santa Cruz Quyquyhó Mbuyapey Ybycuí Yaguarón Paraguarí Escobar Pirayú |
| Tebicuarymí                      | 136   | 3.804           | La Colmena Sapucai General Bernardino Caballero Ybytymí Tebicuarymí Quiindy Acahay Caapucú Carapeguá San Roque González de Santa Cruz Quyquyhó Mbuyapey Ybycuí Yaguarón Paraguarí Escobar Pirayú |
| Yaguarón                         | 232   | 25.984          | La Colmena Sapucai General Bernardino Caballero Ybytymí Tebicuarymí Quiindy Acahay Caapucú Carapeguá San Roque González de Santa Cruz Quyquyhó Mbuyapey Ybycuí Yaguarón Paraguarí Escobar Pirayú |
| Ybycuí                           | 827   | 20.887          | La Colmena Sapucai General Bernardino Caballero Ybytymí Tebicuarymí Quiindy Acahay Caapucú Carapeguá San Roque González de Santa Cruz Quyquyhó Mbuyapey Ybycuí Yaguarón Paraguarí Escobar Pirayú |
| Ybytymí                          | 389   | 6.630           | |

## Geografia fisica
Il  dipartimento di Paraguarí è situato nella parte sud-ovest della regione orientale del paese. Il territorio è prevalentemente pianeggiante, ma non mancano i rilievi orografici, per lo più isolati, chiamati cerros (colli); tra questi il Cristo Redentor, il Mbatoví, lo Hû, il Perô, l'Acahay, il Santo Tomas, il San José, l'Achon e la breve catena montuosa della Cordillera de Yaguarón. I fiumi Tebicuary e Tebicuary-mi segnano il confine del dipartimento a sud-est, mentre la parte occidentale è caratterizzata dalla vasta zona umida del lago Ypoá e della laguna Vera.

## Confini
Il Paraguarí confina a nord con i dipartimenti di Cordillera e di Caaguazú, ad ovest con i dipartimenti Central e di Ñeembucú, a sud con il dipartimento di Misiones e ad ovest con i dipartimenti di Guairá e di Caazapá.

## Storia

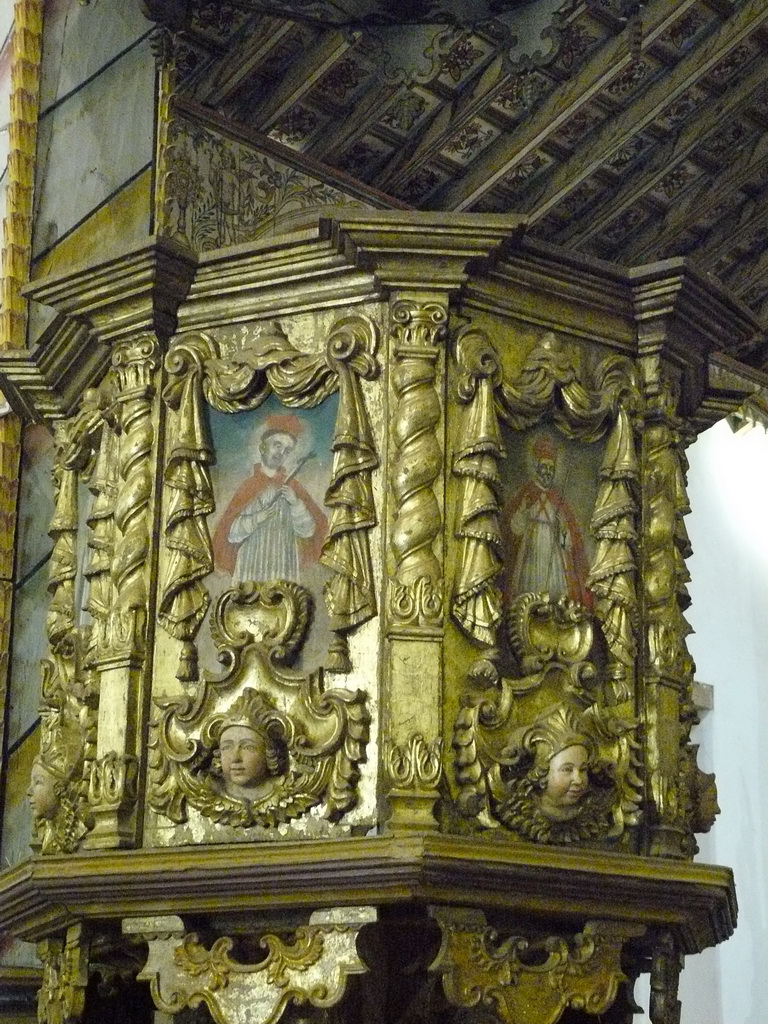
Dettaglio della chiesa di Yaguarón

Il territorio del dipartimento è stato in passato sede di missioni; non solo i gesuiti, ma anche i domenicani (Tavapy, oggi San Roque González de Santa Cruz) e i francescani (Yaguarón) vi si installarono concentrando popolazioni africane o guaraní. Finita l'era delle missioni, nel XVIII secolo cominciarono gli insediamenti civili, e la fondazione delle città e dei villaggi oggi esistenti. L'arrivo della linea ferroviaria che portava da Asunción ad Encarnación diede un ulteriore sviluppo economico alla zona; sviluppo che però cessò al decadimento dell'infrastruttura.

## Il dipartimento
Nel 1906 vennero creati due dipartimenti: il  dipartimento di Quiindy e il  dipartimento di  Paraguarí, che comprendeva anche i distretti di Ypacaraí e di Itauguá, che passarono al dipartimento Central nel 1945, quando il dipartimento venne unificato secondo gli attuali confini.

## Economia
Zona essenzialmente rurale, il dipartimento vede i suoi terreni bassi sfruttati essenzialmente dall'allevamento bovino, equino ed ovino, mentre le terre più alte offrono un'agricoltura di sussistenza. Tra le poche industrie presenti si può citare una moderna azienda di materie plastiche nella città di Paraguarí e qualche piccola fabbrica di calzature e di abbigliamento.

### Turismo

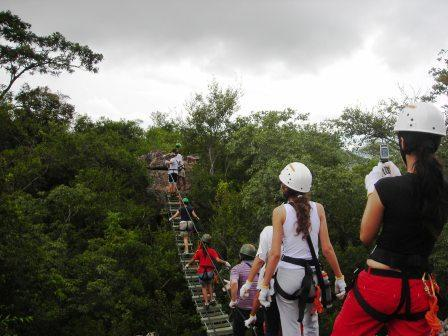
Reserva Mbatoví

Storia, natura ed arte fanno del dipartimento uno dei luoghi turisticamente più interessanti del Paraguay. 
La chiesa di Yaguarón è probabilmente il più interessante monumento artistico dell'intero paese; nella stessa città il Museo Dr. Francia espone immagini ed oggetti appartenuti al più importante statista paraguaiano, mentre inseguendo le numerose leggende guaraní molti visitatori si recano a numerosi luoghi, come il Cerro Yaguarón (dove su una pietra sono quasi scolpite due strane orme) o la fonte chiamata Las Lágrimas de Kerana.
La natura offre tutto il suo meglio: nel Parque Nacional Ybycuí si trovano una ventina di cascate, il Lago Ypoá è una delle zone naturali meglio conservate del paese, il Salto Cristal è un'altra famosa cascata. Il Cerro Acahay e la Reserva Mbatoví sono un richiamo per gli amanti dell'avventura.
Le officine ferroviarie di Sapucai e la fonderia La Rosada di Ybycuí sono stabilimenti industriali trasformati recentemente in interessanti musei.

## Vie di comunicazione
Il dipartimento è attraversato dalla Ruta 1, chiamata anche Ruta Mcal. Francisco Solano López, che attraversa i centri abitati di Yaguarón, Paraguarí, Carapeguá, San Roque González, Quiindy e Caapucú; sono asfaltate anche le diramazioni che portano a La Colmena e il tratto tra Acahay e Ybycuí, grazie anche alla cooperazione giapponese, molto attiva nella zona. Un migliaio di chilometri di strade resta comunque sterrato, ed i villaggi più interni, colpiti anche dalla dismissione della ferrovia, lamentano il loro isolamento.